# 자오양구

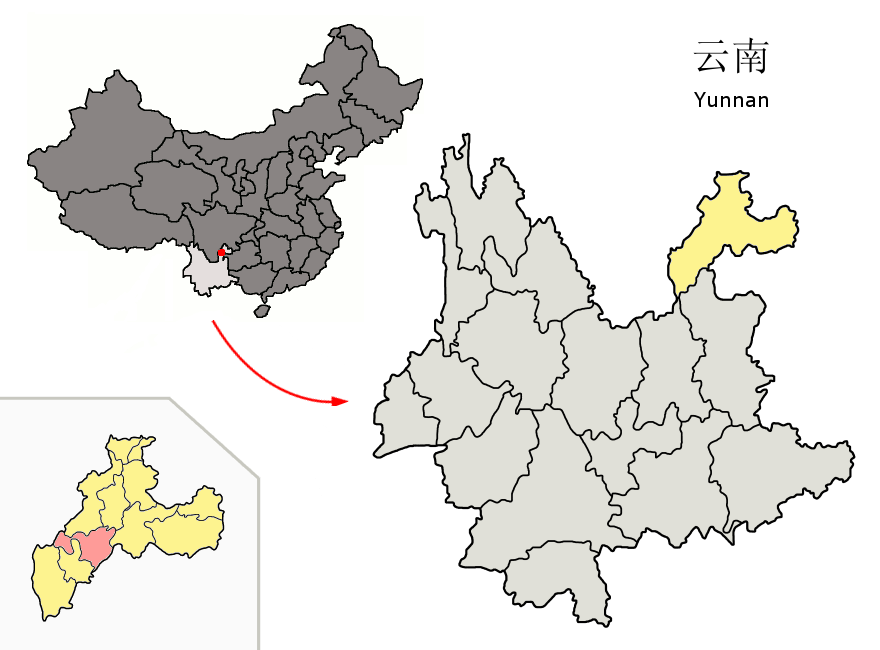
자오양 구의 위치

자오양구(한국어: 소양구, 중국어: 昭阳区, 병음: Zhāoyáng Qū)는 중화인민공화국 윈난성 자오퉁 시의 현급 행정구역이다. 넓이는 2240km2이고, 인구는 2007년 기준으로 800,000명이다.

## 행정 구역
3개 가도, 3개 진, 10개 향, 4개 민족향을 관할한다.
- 가도: 龙泉街道, 凤凰街道, 太平街道.
- 진: 旧圃镇, 永丰镇, 北闸镇.
- 향: 盘河乡, 靖安乡, 洒渔乡, 乐居乡, 苏家院乡, 苏甲乡, 大山包乡, 大寨子乡, 炎山乡, 田坝乡.
- 민족향: 布嘎回族乡, 守望回族乡, 小龙洞回族彝族乡, 青岗岭回族彝族乡.